# Урсуляк Сергій Володимирович
Сергій Володимирович Урсуляк (10 червня 1958, Петропавловськ-Камчатський, РРФСР, СРСР) — російський кінорежисер і сценарист. Лауреат ряду російських кінопремій і фестивалів («Ніка», «Кінотавр», «Золотий орел» та ін.). Лауреат Державної премії Російської Федерації в області літератури і мистецтва (2016).

## Біографія

### Молоді роки
Народився 10 червня 1958 в сім'ї військовослужбовця, капітана другого рангу Володимира Костянтиновича Урсуляка (1931—1996), випускника Севастопольського вищого військово-морського училища. Родина походила з України, бабуся в роки німецької окупації була заслана в єврейське гетто. Дитинство пройшло в місті Магадан.
В 1979 закінчив акторське відділення театрального училища імені Щукіна (майстерня Євгена Симонова). До 1991 грав в театрі ім. А. Райкіна «Сатирикон» (роль Чацького в п'єсі «Лихо з розуму»).
У 1993 році закінчив Вищі Курси режисерів і сценаристів (майстерня Володимира Мотиля).
Фігурант бази даних центру «Миротворець» (незаконна діяльність на території окупованого РФ Криму — кінозйомки).

### Телебачення
В 1995—2001 роках працював режисером телепрограми «Дог-шоу. Я і мій собака» (НТВ), у 1999—2000 — над документальним циклом телепередач «Новітня історія» з Євгенієм Кисельовим (НТВ).
З червня 2002 по серпень 2005 року був автором та ведучим циклу документальних програм «Строката стрічка» (ТВС, з 2003 — «Перший канал» (Росія)).

### Сім'я
- - Дочка: акторка Олександра Урсуляк від акторки Галини Надірлі.
- Дружина: акторка Ліка Ніфонтова.
  - Дочка: акторка Дарина Урсуляк від другого шлюбу з Лікою Ніфонтовою.

## Фільмографія

### Режисер
- 1993 — «Російський регтайм»
- 1995 — «Літні люди»
- 1997 — «Записки з Мертвого дому»
- 1998 — «Твір до Дня Перемоги»
- 2002 — «Невдача Пуаро»
- 2004 — «Довге прощання»
- 2007 — «Ліквідація»
- 2009 — «Ісаєв»
- 2010 — «Костянтин Райкін. Один на один з глядачем»
- 2012 — «Життя і доля»
- 2015 — «Тихий Дон»
- 2018 — «Негода»/ «Ненастье»
- 2019 — «Одеський пароплав»
- 2022 — «Праведник» та ін.

### Сценарист
- 1995 — «Літні люди»
- 2002 — «Невдача Пуаро»
- 2004 — «Довге прощання»

## Державні нагороди
- 2015 — Премія Уряду Російської Федерації в галузі культури — за створення телевізійного художнього фільму «Життя і доля»
- 2016 — Державна премія Російської Федерації в області літератури і мистецтва — за внесок у розвиток вітчизняного кіномистецтва.